# Darryl F. Zanuck

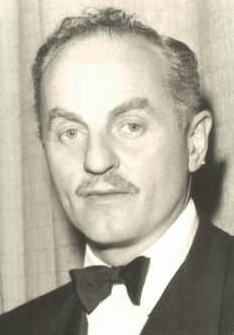
Darryl F. Zanuck în anii 1940

Darryl Francis Zanuck (n. 5 septembrie 1902 - d. 22 decembrie 1979) a fost un director executiv și producător de film american care a și contribuit la scenariile filmelor pe care le-a produs. A fost co-fondator și președintele studioului 20th Century Fox din 1933 până în 1956 și apoi din 1962 până în 1971. A jucat un rol important în sistemul de studiouri de la Hollywood și de-a lungul carierei sale a acumulat 15 nominalizări la Premiile Oscar din care a câștigat trei trofee.

## Tinerețea
Zanuck s-a născut în Wahoo, Nebraska ca fiu al lui Frank Zanuck și al soției sale Louise (născută Torpin). Tatăl său deținea și conducea un hotel în Wahoo. Zanuck avea parțial descendență elvețiană și a fost crescut în spiritul religiei protestante. La vârsta de șase ani Zanuck și mama sa s-au mutat în Los Angeles unde climatul mai prielnic i-ar îmbunătăți starea de sănătate precară. La vârsta de opt ani a jucat în primul său film ca figurant dar tatăl său dezaprobator l-a chemat înapoi în Nebraska.
În 1918, deși avea doar 16 ani, l-a păcălit pe cel de la recrutări și s-a alăturat Armatei Statelor Unite și a servit în Franța în Garda Națională.
La revenirea sa în Statele Unite a deținut mai multe posturi cu jumătate de normă în timp ce își căuta de lucru ca scenarist. Și-a vândut primul scenariu în 1922 lui William Russell și al doilea lui Irving Thalberg. Scenarista Frederica Sagor Maas, editor de scenariu la biroul din New York al Universal Pictures a declarat că unul din scenariile vândute de Zanuck unui studio în această perioadă era un plagiat complet al lucrării altui autor.
Zanuck a lucrat apoi pentru Mack Sennett și Film Booking Offices of America (unde a scris scenariul pentru serialele The Telephone Girl și The Leatherpushers) și a luat cu el această experiență la Warner Brothers unde a scris scenariile pentru episoadele cu Rin Tin Tin și sub o serie de pseudonime a scris peste 40 de scenarii între 1924 și 1929, inclusiv Red Hot Tires (1925) și Old San Francisco (1927). A intrat în activitatea de management în 1929 și a devenit șef de producție în 1931.

## Șef de studio

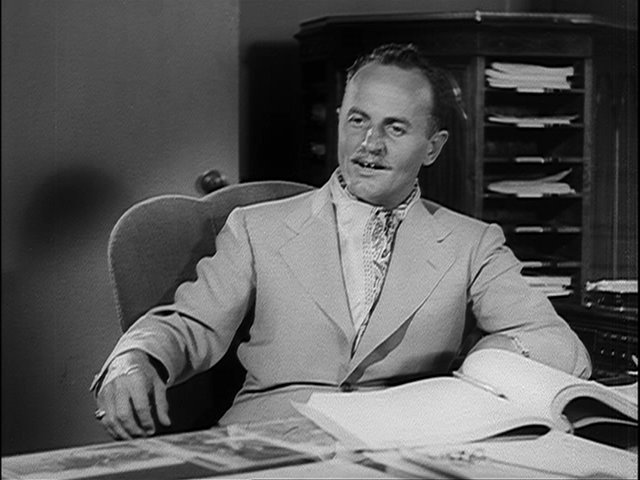
Darryl F. Zanuck în trailerul filmului Fructele mâniei

În 1933 Zanuck a părăsit Warner Brothers după ce a avut o ceartă cu Jack Warner cu privire la salariu. Câteva zile mai târziu a colaborat cu Joseph Schenck pentru a înființa 20th Century Fox cu sprijin financiar din partea fratelui lui Joseph, Nicholas Schenck, și al lui Louis B. Mayer. 20th Century Fox lansa producțiile sale prin United Artists. În doar trei ani (1933-1935) 20th Century Fox a devenit cel mai de succes studio independent de la vremea respectivă, doborând recorduri de încasări cu 18 din cele 19 filme lansate în această perioadă. În 1935, după o dispută cu conducerea United Artists, Schenck și Zanuck au negociat și au preluat studioul Fox Films aflat în faliment pentru a deveni 20th Century Fox Film Corporation. Zanuck a fost președinte al noului studio și a adoptat o abordare intervenționistă, implicându-se puternic în scriere, montaj și producție. La fel ca și alți președinți de studio de la Hollywood, în timpul celui de-Al Doilea Război Mondial Zanuck a servit ca și colonel. A revenit la 20th Century Fox în 1944.
În 1956 s-a retras de la studio, și-a părăsit soția, Virginia Fox, și s-a mutat în Europa pentru a lucra ca producător independent. Multe dintre filmele sale tărzii au fost proiectate, parțial, pentru a promova carierele iubitelor sale Bella Darvi, Irina Demick și Geneviève Gilles.
A revenit la conducerea Fox în 1962 înlocuindu-l pe Spyros Skouras într-o confruntare pe seama lansări producției lui Zanuck, The Longest Day, în timp ce studioul se străduia să termine cel mai dificil proiect al lor, Cleopatra. La numit pe fiul său, Richard D. Zanuck, șef de producție. Mai târziu a fost implicat într-o luptă pentru conducerea studioului cu fiul său. În mai 1971 Zanuck a fost forțat să își dea demisia.

## Moartea
Un fumător de trabuc pe termen lung, Zanuck a decedat în urma unui cancer oral la vârsta de 77 de ani. A fost înmormântat la Westwood Village Memorial Park Cemetery.

## Moștenire
Pentru contribuțiile sale aduse filmului Darryl F. Zanuck a primit o stea pe Hollywood Walk of Fame și a primit trei premii Irving G. Thalberg. În studioul Fox modern filmele sunt proiectate în sala Darryl F. Zanuck. În 1954 a primit premiul onorific Cecil B. DeMille la Globurile de Aur.

## Premiile Oscar

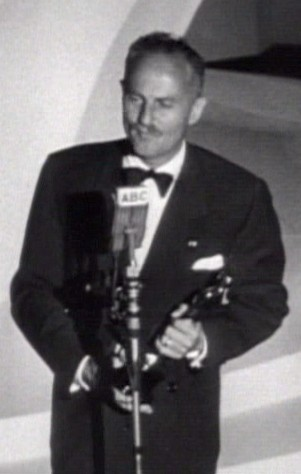
Darryl F. Zanuck acceptând Premiul Oscar pentru filmul Acord între domni

| An   | Categorie        | Film                     | Rezultat     |
| ---- | ---------------- | ------------------------ | ------------ |
| 1930 | Cel mai bun film | Disraeli                 | Nominalizare |
| 1933 | Cel mai bun film | 42nd Street              | Nominalizare |
| 1934 | Cel mai bun film | The House of Rothschild  | Nominalizare |
| 1935 | Cel mai bun film | Mizerabilii              | Nominalizare |
| 1937 | Cel mai bun film | In Old Chicago           | Nominalizare |
| 1938 | Cel mai bun film | Alexander's Ragtime Band | Nominalizare |
| 1940 | Cel mai bun film | Fructele mâniei          | Nominalizare |
| 1941 | Cel mai bun film | Ce verde era valea mea   | Câștigat     |
| 1944 | Cel mai bun film | Wilson                   | Nominalizare |
| 1946 | Cel mai bun film | Pe muchie de cuțit       | Nominalizare |
| 1947 | Cel mai bun film | Acord între domni        | Câștigat     |
| 1949 | Cel mai bun film | Twelve O'Clock High      | Nominalizare |
| 1950 | Cel mai bun film | Totul despre Eva         | Câștigat     |
| 1956 | Cel mai bun film | Regele și eu             | Nominalizare |
| 1962 | Cel mai bun film | Ziua cea mai lungă       | Nominalizare |